# Pseudanthias leucozonus
Pseudanthias leucozonus là một loài cá biển thuộc chi Pseudanthias trong họ Cá mú. Loài này được mô tả lần đầu tiên vào năm 1982.

## Phân bố và môi trường sống
P. leucozonus có phạm vi phân bố ở Tây Bắc Thái Bình Dương. Loài cá này chỉ được tìm thấy ở ngoài khơi Futo, bán đảo Izu (Nhật Bản).

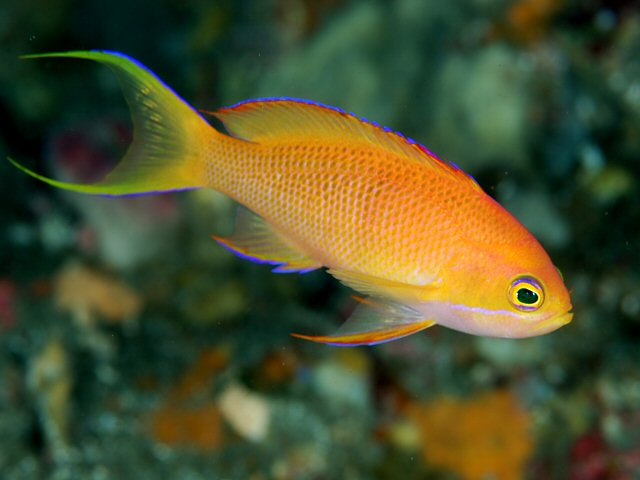
Cá mái

Chiều dài cơ thể lớn nhất đo được ở P. leucozonus là 10 cm.